# Malý Berlín
Pod názvem Malý Berlín je znám obytný blok v ulici U Smaltovny v Praze 7 – Holešovicích. Někdy je tento pojem používán i pro oblast několika sousedních ulic, kde se ve 30. letech 20. století koncentrovala početná německojazyčná komunita.

## Historie
Stavbu obytného bloku financovalo Stavební družstvo úředníků bank a spořitelen v Praze a byla zahájena roku 1937. Bytový areál doplňovalo zázemí v podobě dětských jeslí, mateřské školy, prádelny a obchodů. Dům byl zkolaudován 15. 3. 1939, tedy shodou okolností v den německé okupace. Dům byl díky své fasádě provedené v hnědé barvě někdy přezdíván Braunes Haus (Hnědý dům). Po vyhlášení protektorátu se Stavební družstvo úředníků bank a spořitelen v Praze dostalo pod nucenou správu pražského gestapa a nová budova posloužila jako byty pro nově příchozí příslušníky orgánů říšské správy. 
Během Pražského povstání 5.–6. května 1945 objekt dobyla skupina povstalců. Po druhé světové válce majetek převzala národní správa. Do uvolněných bytů se pak začali stěhovat čeští obyvatelé.

## Architektura
Konstruktivistický (podle jiných zdrojů funkcionalistický) návrh budovy vypracoval architekt Franz Hruschka údajně ve spolupráci s Adolfem Foehrem (jeho jméno ale ve stavební dokumentaci nefiguruje).
Dům má obdélníkový půdorys a jeho dominantou je ústřední dvůr. Z něj se vchází do jednotlivých křídel budovy a fasády směřující do dvora jsou také bohatší (balkóny). Fasády směřující do ulice jsou naopak velmi prosté, nápadnějším prvkem jsou vlastně pouze zelené okenní rámy a pásy režných cihel lemující okna.  V centrálním dvoře byla původně fontánka, pískoviště a pergola s lavičkami.

## Galerie

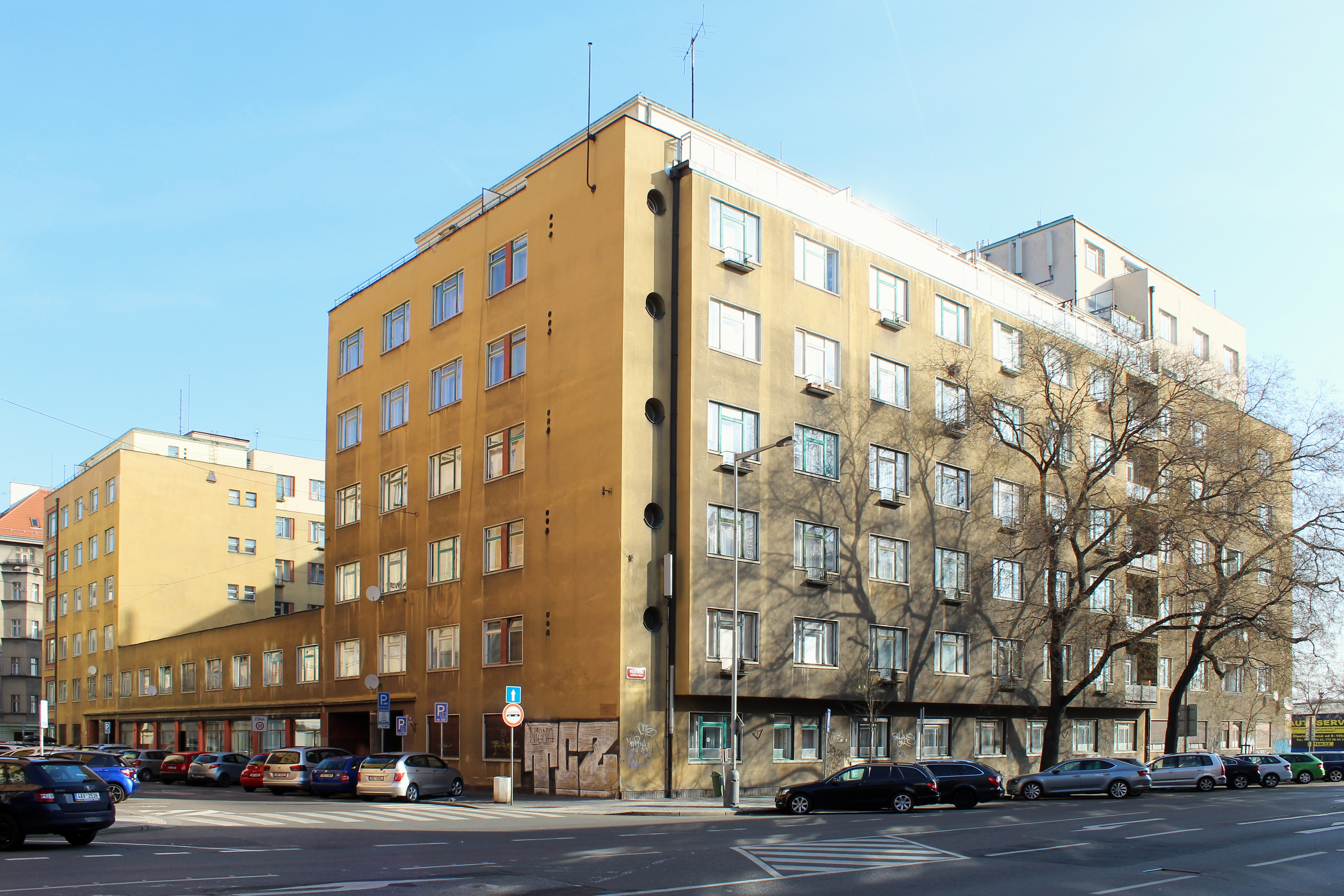
Celkový pohled na objekt z nároží Veletržní a U Smaltovny
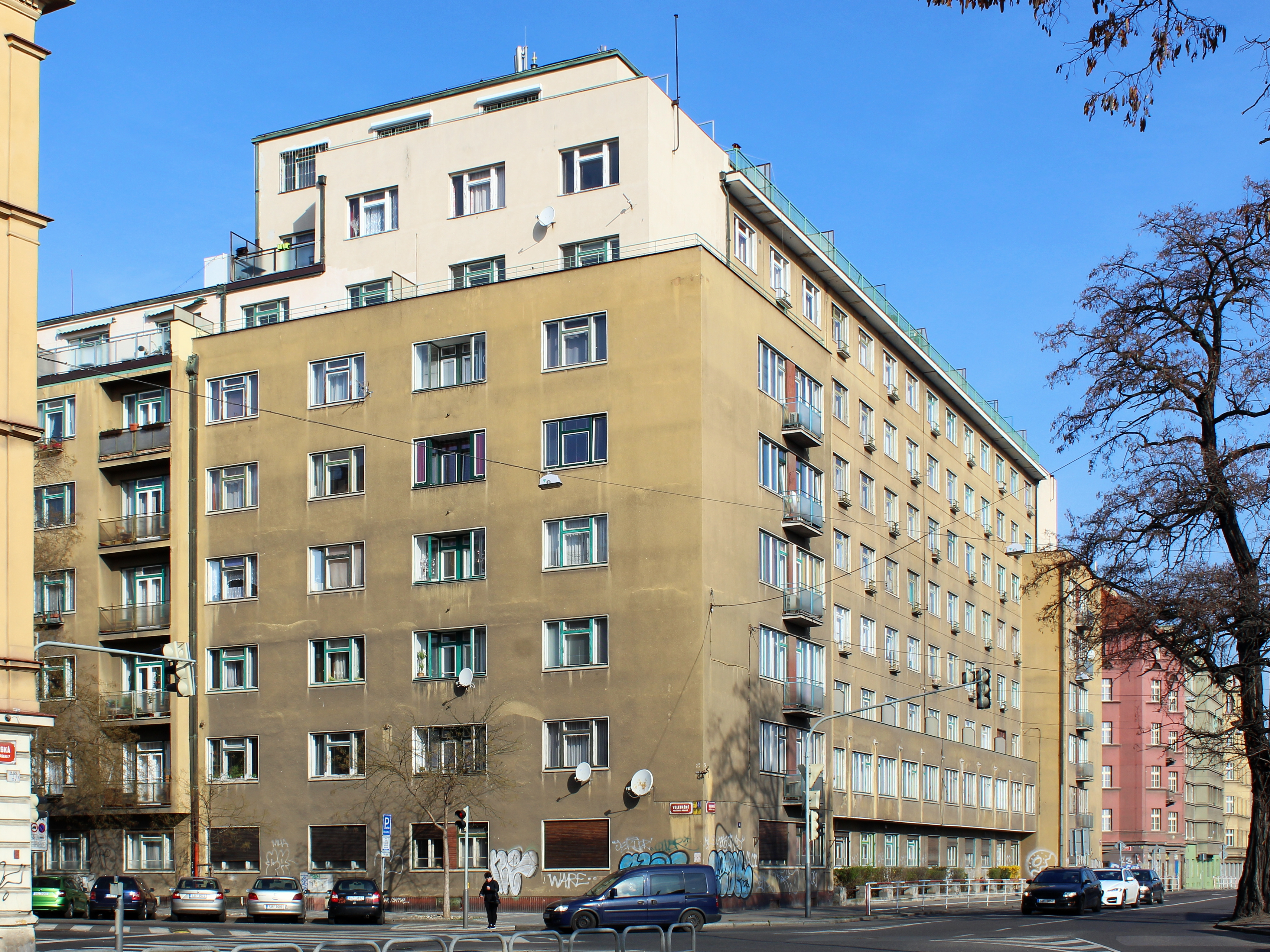
Celkový pohled z nároží ulic Bubenská a Šimáčkova
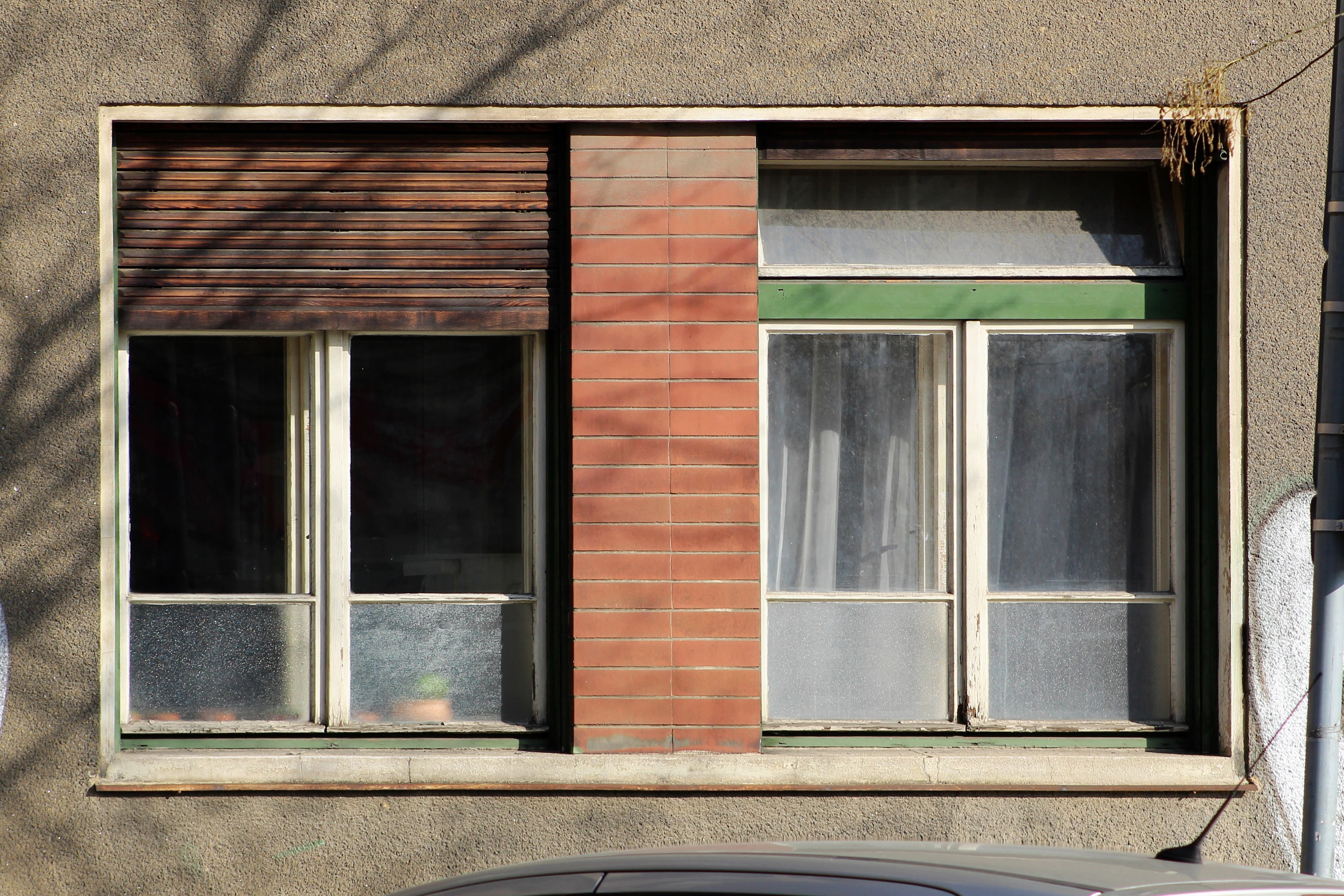
Detail oken – zelený rám a pás režných cihel
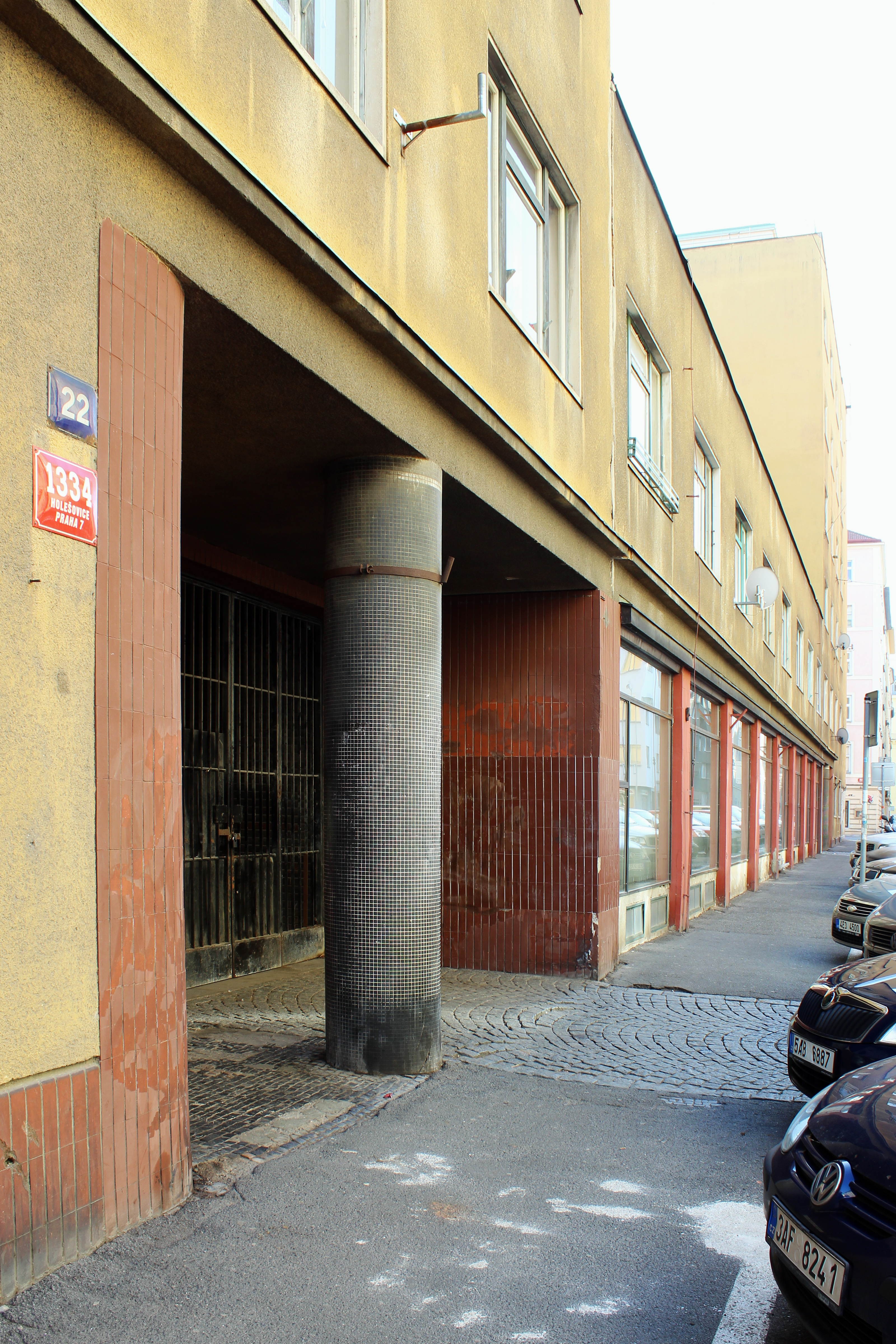
Vstupní portál z ulice U Smaltovny
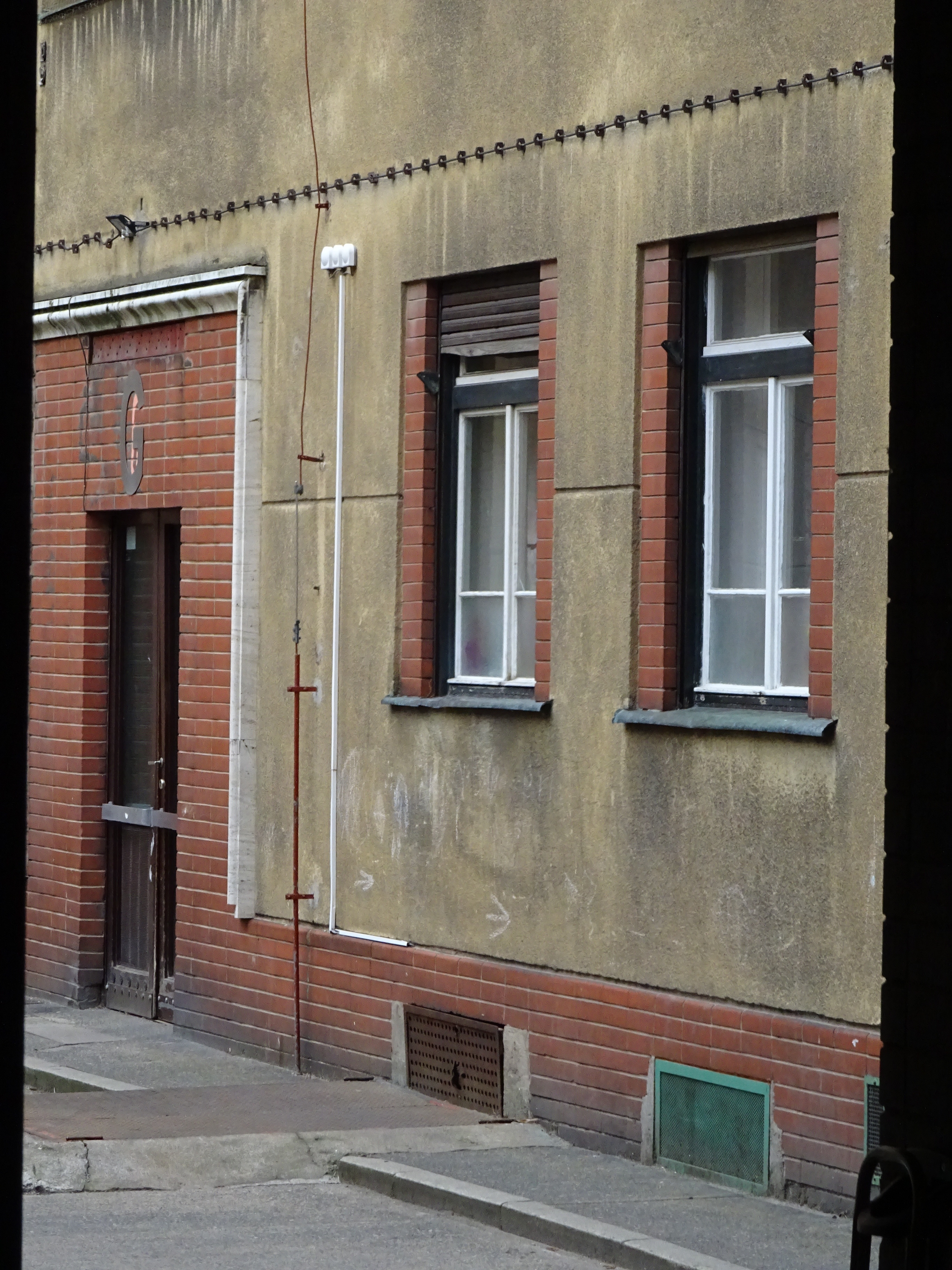
Malý Berlín – ústřední dvůr, detail vstupu G